# 光谱能量分布
光谱能量分布描述光源輻射能（輻射功率）按照波長分布的情況。

## 光譜能量分布的做法
一般做法，以光譜輻射度（Spectral radiant existence）（或亮度、強度、通量）為縱坐標，用以波長為橫坐標作圖得到「光譜能量分布取線」來做表示。大多數的光譜測量中，並不需要知道光譜輻射出度（亮度、強度、通量）的絕對值，只要知道它們的相對值，以某一波長的光譜輻射出度（亮度、強度、通量）為100，其他波長者與其相比的百分數（通常以560nm者為100）。所以，光譜輻射出度（亮度、強度、通量）的相對值與波長的關係就為光源的「相對光譜能量分布」（Relative spectral energy distribution）。其相對應的關係曲線，就稱為「相對光譜能量分布曲線」（Relative spectral energy distribution curve）。